# Phyllodiscus
Phyllodiscus is een geslacht van zeeanemonen uit de klasse van de Anthozoa (bloemdieren).

## Soort
- Phyllodiscus semoni Kwietniewski, 1897